# Carmelo Di Mazzarelli
Carmelo Di Mazzarelli, pseudonimo di Carmelo Carnemolla (Mazzarelli, 13 settembre 1918 – Marina di Ragusa, 13 giugno 2010), è stato un attore italiano.

## Biografia
Si avvicina al cinema per caso, scoperto, per le vie di Marina di Ragusa, dal regista Gianni Amelio. Interpreta così il ruolo di Spiro, protagonista di Lamerica (1994) accanto ad Enrico Lo Verso. 
Successivamente viene ingaggiato per interpretare altri film come Oltremare - Non è l'America (1999) di Nello Correale, Tu ridi dei fratelli Taviani, L'uomo delle stelle di Giuseppe Tornatore e l'episodio Il senso del tatto de Il commissario Montalbano.
Il regista Amelio ha detto di lui:
Di Mazzarelli è morto il 13 giugno 2010 all'età di 92 anni.

## Filmografia

### Cinema
- Lamerica, regia di Gianni Amelio (1994)
- L'uomo delle stelle, regia di Giuseppe Tornatore (1995)
- Tu ridi, regia di Paolo e Vittorio Taviani (1998)
- Oltremare - Non è l'America, regia di Nello Correale (1999)
- Placido Rizzotto, regia di Pasquale Scimeca (2000)
- Marsaharillah, regia di Antonio Carnemolla - cortometraggio (2002)
- Il prossimo inverno, regia di Antonio Carnemolla - cortometraggio (2008)

### Televisione
- Il commissario Montalbano, episodio Il senso del tatto (2002)
- La madre inutile (1998)